# Zborów (Kalisz)
Pour les articles homonymes, voir Zborów.
Zborów est une localité polonaise de la gmina de Żelazków, située dans le powiat de Kalisz en voïvodie de Grande-Pologne.